# Stanisław Andrzejewski (energetyk)

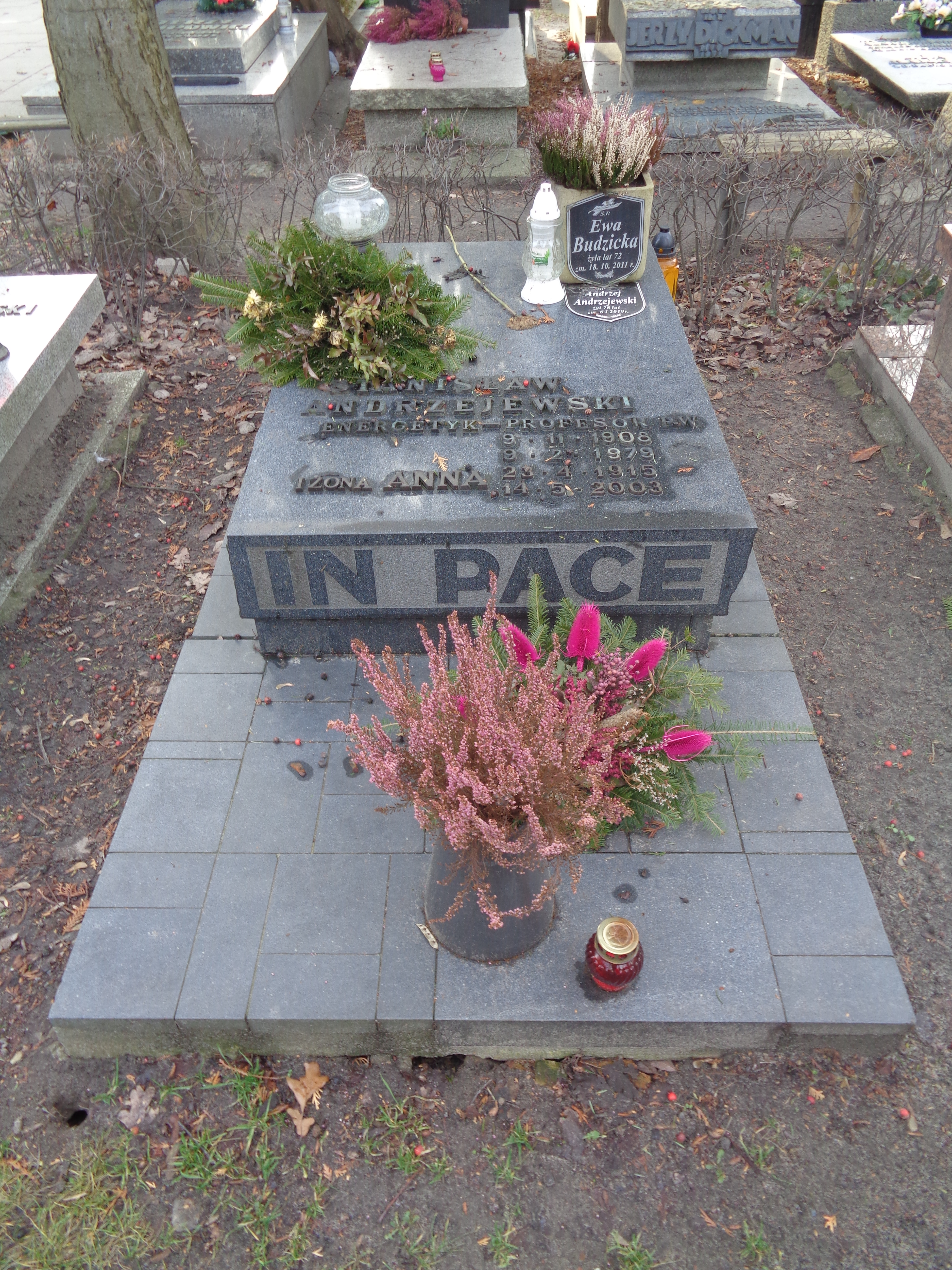
Grób Stanisława Andrzejewskiego na Cmentarzu Wojskowym na Powązkach

Stanisław Andrzejewski (ur. 9 listopada 1908 w Opatówku, zm. 9 lutego 1979 w Warszawie) – polski energetyk.
W 1933 roku ukończył studia na Wydziale Elektrycznym Politechniki Warszawskiej, po czym został tam zatrudniony na stanowisku asystenta. W 1935 roku podjął pracę w Zakładach Elektro w Łaziskach Górnych, gdzie był zastępcą kierownika, a następnie kierownikiem elektrowni oraz zakładów chemicznych.
W czasie wojny przebywał w Warszawie, gdzie do 1941 roku prowadził biuro elektrotechniczne, a potem pracował w warsztacie instalacyjnym firmy Steyr-Daimler-Puch. Był uczestnikiem powstania warszawskiego, brał udział w walkach na Powiślu i Śródmieściu.
Po wojnie powrócił do Zakładów Elektro, gdzie został dyrektorem naczelnym. W późniejszym czasie współpracował z instytucjami prowadzącymi projekty inwestycyjne związane z górnictwem i energetyką. Był organizatorem i dyrektorem Biura Rozbudowy Zjednoczenia Energetycznego Zagłębia Węglowego, dyrektorem Biura Energoprojekt w Katowicach i Gliwicach. Od 1952 roku wykładał na Politechnice Śląskiej, a od 1955 roku był docentem Politechniki Warszawskiej. W 1962 roku otrzymał tytuł profesora nadzwyczajnego PW. Brał udział w organizacji Instytutu Techniki Cieplnej PW, po jego powołaniu, w 1962 roku, został jego pierwszym dyrektorem. Współpracował z Instytutem Energetyki (jako konsultant) oraz Instytutem Badań Jądrowych, w którym kierował pionem energetyki. Był m.in. pierwszym zza żelaznej kurtyny (czyli z Europy wschodniej) wiceprezesem Międzynarodowej Agencji Atomowej.
Wypowiadał się krytycznie o konstrukcji reaktorów budowanych w Związku Radzieckim. Jeden z nich, w Czarnobylu, w 1986, a więc 7 lat po jego śmierci, uległ awarii.
Od 1949 był członkiem komitetu redakcyjnego miesięcznika „Przegląd Elektrotechniczny”, a od 1972 był redaktorem naczelnym pisma „Archiwum Energetyki”. Został pochowany na Cmentarzu Komunalnym na Powązkach (kwatera B32-tuje-2).

## Wybrane publikacje
- Nowe kierunki w budowie wielkich siłowni (1949)
- Układy i urządzenie potrzeb własnych elektrowni (1955, wspólnie ze Zdzisławem Mroczkowskim)
- Energetyka jądrowa (1957, redakcja pracy zbiorowej)
- Podstawy projektowania siłowni cieplnych (1963)
- Energia jądrowa (1970, współautor)
- Ciepłownictwo – stan i tendencje rozwojowe na świecie (1977, oprac.)
- Gospodarka cieplna. Cz. 1 (1978, ISBN 83-02-00216-X)
- Gospodarka cieplna. Cz. 2 (1979, ISBN 83-02-00216-X)
- Paliwo jądrowe, jego przeróbka i zastosowanie obecnie i w przyszłości (1979)